# Carolin Hulshoff Pol
Carolin Hulshoff Pol (* 26. Juni 1978) ist eine deutsche Verlagsmanagerin und Leiterin der BILD-Gruppe der Axel Springer SE. Im November 2022 gab Springer bekannt, dass Hulshoff Pol CEO der Welt-Gruppe wird.